# Joyita
La motonave Joyita era una nave mercantile statunitense, ritrovata senza equipaggio nel 1955 nel Pacifico meridionale.
La nave salpò dal porto di Apia, nelle Samoa, all'alba del 3 ottobre 1955 ed era attesa alle Tokelau dopo una navigazione di circa 41/48 ore. In realtà non raggiunse mai la destinazione prevista e fu ritrovata alla deriva solo dopo 5 settimane, il 10 novembre, a circa 1000 km dalla rotta prevista. Dei 16 membri dell'equipaggio e dei 9 passeggeri non c'era più alcuna traccia e di loro non si seppe più nulla. Quando arrivarono i soccorsi, trovarono il natante parzialmente sprofondato. All'interno trovarono solo un kit del pronto soccorso ricoperto di sangue.